# پدرام قاضی‌پور
پدرام قاضی‌پور (زادهٔ ۴ تیر ۱۳۷۶) بازیکن فوتبال اَهل ایران است که در پست مدافع برای باشگاه ذوب‌آهن اصفهان در لیگ برتر خلیج فارس بازی می‌کند.